# Rudolph Frimodt
Jens Christian Rudolph Frimodt (24. december 1828 på Birkendegård under Lerchenborg – 21. marts 1879 i København) var en dansk præst.
Frimodt blev student fra Borgerdydskolen på Christianshavn 1848, cand.theol. 1854, var nogle år religionslærer i København og fik 1857 ansættelse som adjunkt ved Sorø Akademi. Det var dog hans ønske at blive præst, og 1861 blev han kaldet til Skt. Johannes Kirke på Nørrebro, der just var blevet opført.
Hans præstegerning satte rige spor; som prædikant vakte han mange; hans stærke personlighed, hans inderlige tro, hans varme forkyndelse, i hvilken Kristus altid blev malet for øje, bevirkede, at en talrig menighed samlede sig. Han var ivrigt medlem af Det Danske Missionsselskabs bestyrelse og er den københavnske Indre Missions fader; han stiftede denne 1865.
Endelig har Frimodt haft betydning som den københavnske kirkesags fader, idet han var sjælen i arbejdet for at få Skt Stefans Kirke (1874) og Skt Jakobs Kirke (1878) opførte, hvorved hans store sogn blev delt.